# 女優霊
『女優霊』（じょゆうれい）は、1996年公開の日本のホラー映画。
2010年にはリメイク版のアメリカ映画『THE JOYUREI 女優霊』が制作されている。

## 概要
WOWOW製作による「J・MOVIE・WARS3」のうちの1作。映画撮影所を舞台に、過去のフィルムに写っていた女優の幽霊にまつわる怪異を描いたホラー映画作品。後にジャパニーズホラーブームの先駆者として評価されることになる映画監督の中田秀夫と脚本の高橋洋が、初めて手を取り合って制作した映画作品である。中田にとっては映画監督としてのデビュー作である（ただし2人は『女優霊』に先立ち心霊実話物『呪死霊』を制作している）。
監督の中田は、ホラー映画という商業性の中に本作に自分が育った映画撮影所への思い入れを盛り込み、高橋に提案した。実際の映画の内容も、映画撮影所を舞台に、新人の映画監督が処女作の撮影中に怪異に巻き込まれるという内容になっている。
脚本を担当した高橋は、子供の頃にテレビで題名の分からないホラー映画の予告編を見た経験をモチーフとして本作に反映させている。この題名不詳の映画はかつてアメリカ合衆国で制作されたものの封印作品となり公開されず、後に日本で一度だけテレビ放送されたという映画作品『シェラ・デ・コブレの幽霊』であると言われている。また高橋は、アメリカ合衆国のSFドラマシリーズ『アウター・リミッツ』の「これは、あなたのテレビの故障ではありません」というナレーションに象徴される、テレビに何か不思議なものが映ってしまうのではないかという子供の頃の恐怖も本作に影響していると回想している。
本作は中田監督作品の初期の傑作であるとも、後の「ジャパニーズホラーの礎」であるとも評されることになるが、本作の公開当時には「怖くない」という否定的な評価も寄せられた。中田と高橋は後に、鈴木光司の小説を原作とした1998年の映画化作品『リング』で世界的な反響を得るが、同作に際しては『女優霊』には好意的ではない反応を示した観客を今度こそ怖がらせてやろうという意気込みが込められることになる。『女優霊』でも用いられたモチーフやその反省点は、『リング』における原作にはない映画独自のアレンジとして盛り込まれており、例えば『リング』で怪異の元凶として登場する山村貞子の映画版における描写には、『女優霊』では幽霊の顔を見せすぎたという反省などが反映されている。『女優霊』に登場する髪の長い女優の幽霊は、映画版『リング』における貞子の原形であるとも言われる。
高橋は撮影済みのラストシーンは撮影済みであったが、仕掛けがうまく映らなかったためお蔵入りにしたと述べている。また1999年には高橋洋が続編の『女優霊2』を監督予定であったが、製作中止となった。

## ストーリー
新人映画監督の村井俊男は自身のデビュー作を製作中、その作品のカメラテスト中に別の映像が紛れていることに気づく。村井はその不気味な映像に何故か見覚えがあるのであった。それ以降、撮影現場では奇妙な現象が起こり始める。

## キャスト
- 村井俊男：柳ユーレイ
- 黒川ひとみ：白島靖代
- 村上沙織：石橋けい
- フィルムの女：李丹
- 大谷：大杉漣
- 関川：サブ
- 六さん：高橋明
- 定岡：芹沢礼多
- 友保：染谷勝則
- 粕谷：吉田祐健
- フィルムの中の女優：小島なおみ
- フィルムの中の男優：日比野玲
- 刑事：飯島大介
- 望月しげる：小林宏史
- 葉山勝：菊池孝典
- 筒見トキコ：根岸季衣
- 三島陸太郎、月城宏美、村田陵平、小沢しのぶ、奥田徹、古川照之、高橋誠、三浦マリ、植松康郎、湟野誠、北風太陽、後藤理絵

## スタッフ
- 監督、原案：中田秀夫
- プロデューサー：仙頭武則、小林広司、柘植靖司、大澤茂樹
- 脚本：高橋洋
- 撮影：浜田毅
- 音楽：河村章文
- 音楽プロデューサー：高木健次
- 美術：斉藤岩男
- 編集：掛須秀一
- 録音：武進
- 助監督：日垣一博
- タイトル：マキ・プロ
- タイトル撮影：ぎゃろっぷ
- 音響効果：スワラ・プロ
- 現像：IMAGICA
- 制作協力：にっかつ撮影所、日活芸術学院、ビターズ・エンド

## ハリウッドリメイク版
ハリウッドリメイク版で邦題は『THE JOYUREI 女優霊』。「フィルムに写った謎の女性」といったキーワードは共通しつつも、原作である日本映画版とは異なったストーリーとなっている。日本公開に合わせ、日本オリジナルも同時上映された。
キャッチコピーは「それは けっして みてはならないもの…」。

### キャスト
- Lila Kis - Rachael Murphy
- Marcus Reed - リシャッド・ストゥリック
- Josh Petri - ヘンリー・トーマス
- Romy Bardoc - カルメン・チャップリン
- Davis - ケヴィン・コリガン
- Tami - ダニエラ・シー
- Matya - ゼルダ・ウィリアムズ
- Béla Olt - イーライ・ロス
- Grigore - ロテール・ブリュトー
- Olt's Cameraman - Ben DiGregorio
- Claire - アリッサ・サザーランド
- Beng - Robert Towers
- Romanian Grip - Jack Dimich
- Anca - Elena Satine
- Peter - Brian Henderson

### スタッフ
- 監督 - フルーツ・チャン
- 脚本 - ブライアン・コックス
- 撮影 - プーン・ハンサン
- 音楽 - トニー・ハメック
- 編集 - クリストファー・T・ライト
- 美術 - マーク・グレビル
- 特殊効果 - スコット・オオシタ
- 配給 - インターフィルム

## コミカライズ
- 高港基資作画『女優霊』角川書店ホラーコミックス、2000年